# Guerchy
Guerchy és un municipi francès, situat al departament del Yonne i a la regió de Borgonya - Franc Comtat. L'any 2007 tenia 634 habitants.

## Demografia

### Població
El 2007 la població de fet de Guerchy era de 634 persones. Hi havia 228 famílies, de les quals 55 eren unipersonals (30 homes vivint sols i 25 dones vivint soles), 59 parelles sense fills, 89 parelles amb fills i 25 famílies monoparentals amb fills.
La població ha evolucionat segons el següent gràfic:
Habitants censats

### Habitatges
El 2007 hi havia 304 habitatges, 242 eren l'habitatge principal de la família, 36 eren segones residències i 27 estaven desocupats. 285 eren cases i 16 eren apartaments. Dels 242 habitatges principals, 194 estaven ocupats pels seus propietaris, 40 estaven llogats i ocupats pels llogaters i 7 estaven cedits a títol gratuït; 1 tenia una cambra, 21 en tenien dues, 40 en tenien tres, 55 en tenien quatre i 125 en tenien cinc o més. 192 habitatges disposaven pel capbaix d'una plaça de pàrquing. A 96 habitatges hi havia un automòbil i a 126 n'hi havia dos o més.

### Piràmide de població
La piràmide de població per edats i sexe el 2009 era:
| Homes | Edats   | Dones |
| ----- | ------- | ----- |
| 0     | 95 o +  | 0     |
| 4     | 90 a 94 | 0     |
| 4     | 85 a 89 | 4     |
| 4     | 80 a 84 | 8     |
| 8     | 75 a 79 | 16    |
| 4     | 70 a 74 | 20    |
| 20    | 65 a 69 | 4     |
| 12    | 60 a 64 | 16    |
| 8     | 55 a 59 | 0     |
| 16    | 50 a 54 | 12    |
| 12    | 45 a 49 | 16    |
| 16    | 40 a 44 | 24    |
| 32    | 35 a 39 | 20    |
| 8     | 30 a 34 | 24    |
| 8     | 25 a 29 | 12    |
| 16    | 20 a 24 | 8     |
| 16    | 15 a 19 | 4     |
| 8     | 10 a 14 | 16    |
| 12    | 5 a 9   | 24    |
| 8     | 0 a 4   | 16    |

## Economia
El 2007 la població en edat de treballar era de 374 persones, 298 eren actives i 76 eren inactives. De les 298 persones actives 274 estaven ocupades (145 homes i 129 dones) i 26 estaven aturades (14 homes i 12 dones). De les 76 persones inactives 15 estaven jubilades, 31 estaven estudiant i 30 estaven classificades com a «altres inactius».

### Ingressos
El 2009 a Guerchy hi havia 240 unitats fiscals que integraven 629 persones, la mediana anual d'ingressos fiscals per persona era de 19.063 €.

### Activitats econòmiques
Dels 22 establiments que hi havia el 2007, 2 eren d'empreses de fabricació d'altres productes industrials, 7 d'empreses de construcció, 5 d'empreses de comerç i reparació d'automòbils, 1 d'una empresa de transport, 1 d'una empresa d'hostatgeria i restauració, 1 d'una empresa financera, 1 d'una empresa immobiliària, 2 d'empreses de serveis i 2 d'entitats de l'administració pública.
Dels 9 establiments de servei als particulars que hi havia el 2009, 1 era una oficina de correu, 2 tallers de reparació d'automòbils i de material agrícola, 4 fusteries, 1 lampisteria i 1 electricista.
L'any 2000 a Guerchy hi havia 19 explotacions agrícoles que ocupaven un total de 812 hectàrees.

## Equipaments sanitaris i escolars
El 2009 hi havia una escola elemental integrada dins d'un grup escolar amb les comunes properes formant una escola dispersa.

## Poblacions més properes
El següent diagrama mostra les poblacions més properes.